# 頑皮豹之探長的詛咒
《頑皮豹之探長的詛咒》（英語：Curse of the Pink Panther）是1983年美國米高梅公司出品的一部喜劇電影，導演為以頑皮豹系列影集出名的布萊克·愛德華，可惜此片並不受好評。

## 劇情簡介
法國大探長克盧索失蹤多年，法國警方想甄選出和克盧索同樣「聰明」的警探協尋他，宿敵佛雷迪深怕克盧梭重現江湖，於是暗自從超級電腦「赫胥黎600」動了手腳，選出來的其實是全球最笨的警探—美國紐約警探史雷，而這個和克盧索一樣「傻人有傻福」的史雷，能不能順利找到克盧索，破解寶石奇案呢？

## 演員
- 克里夫頓·史雷：泰德·沃斯
- 查爾斯·利頓爵士：大衛·尼文
- 查爾斯·利頓：勞勃·華格納
- 查爾斯·德雷福斯督察：赫伯特·倫
- 伯爵夫人錢德拉：喬安娜·拉姆利
- 西蒙尼·利頓夫人：卡皮西納
- 鍾先生：埃德·帕克
- 克魯索探長(整形後)：羅傑·摩爾（特別客串）